# Hitoshi Imamura

Hitoshi Imamura (今村 均 Imamura Hitoshi,  28. juni 1886 – 4. oktober 1968) var en general i den kejserlige japanske hær under 2. verdenskrig.

## Livsløb

### Tidlige karriere
Imamura blev født i byen Sendai i Miyagi Præfekturet hvor hans far var dommer. Han tog eksamen fra den japanske hærs officersskole i 1907 og fra krigsakademiet i 1915. Han blev forfremmet til kaptajn i 1917, og blev sendt til England som militærattaché året efter. I april 1927 blev han udnævnt til militærattaché i Britisk Indien. Efter at være blevet forfremmet til oberst i 1930, beklædte han en række stabsposter i operationsafdelingen af den kejserlige japanske hærs generalstab i årene 1931-1932.

### Krig i Kina
Efter Episoden den 28. januar i 1932 blev han sendt af sted for at overtage kommandoen over det japanske 57. infanteriregiment. Efter at være kommet tilbage til Japan blev han kommandant på Narashino militærskolen fra 1932-1935.
I marts 1935 blev Imamura forfremmet fra regimentschef til brigadechef over 40. infanteribrigade med rang af generalmajor. Han blev udnævnt til vicestabschef for Kwangtunghæren i Manchukuo i marts 1936. Han blev kaldt tilbage til Japan for at overtage posten som kommandant for Toyama infanteriskolen i 1937-1938.
Efter at være blevet forfremmet til generalløjtnant i marts 1938 fik Imamura kommandoen over 5. division, som dengang var indsat i Kina, og den fortsatte han med at lede under anden kinesisk-japanske krig indtil 1940.
I 1940-1941 var han vicegeneralinspektør for militær træning, en af de mest magtfulde poster i den japanske hær. Han blev efterfølgende udpeget til chef for 23. armé.

## 2. verdenskrig
Imamura blev chef for 16. armé i november 1941, og fik ordre til at lede hæren under invasionen af Hollandsk Ostindien. Da hans invasionsflåde nærmede sig Java under invasionen blev hans transportskib Ryujo Maru sænket af torpedoer, som sandsynligvis var japanske, under slaget ved Sunda strædet og han måtte svømme i land.
Han overtog senere kommandoen over den nye 8. japanske områdearmé, som omfattede 17. armé på Salomonøerne (under Felttoget på Salomonøerne) og 18. armé på Ny Guinea (under felttoget på Ny Guinea) i slutningen af 1942. Imamura havde hovedkvarter i Rabaul på New Britain. Imamura anvendte en usædvanlig mild politik overfor den indfødte befolkningen i det tidligere Hollandsk Ostindien, ofte i strid med den øverste stab i den Sydlige Armé og Overkommandoen i Japan. Hans politik vandt nogen støtte i befolkningen og gjorde vanskelighederne under besættelsen mindre.
Imamura blev forfremmet til general i 1943. Sammen med flådechefen i Rabaul, viceadmiral Jinichi Kusaka, underskrev Imamura de japanske styrker på Ny Guinea og de sydlige stillehavsøers overgivelse til australske styrker som repræsenterede de allierede i september 1945. 
Ved krigens slutning blev Imamura interneret i Rabaul af den australske hær, da han og tropper under hans kommando blev beskyldt for krigsforbrydelser, herunder henrettelse af allierede krigsfanger, og han blev stillet for en krigsret. I april 1946 skrev Imamura til den australske kommandant i Rabaul og bad om at hans retssag blev fremskyndet så retssagerne mod krigsforbrydere under hans kommando kunne gå hurtigere.  Imamura blev anklaget for "ulovligt [tilsidese og undlade] at opfylde sin pligt ... med hensyn til at styre de som var under hans kommando, hvorved de begik brutale overgreb og andre alvorlige forbrydelser...". Han blev stillet for en australsk krigsret i Rabaul den 1. – 16. maj 1947; blev kendt skyldig og fik en dom på 10 års fængsel. Imamura afsonede sin straf i Sugamo Fængslet i Tokyo, indtil han blev løsladt i 1954.

### Bøger
- Gailey, Harry A. (1991). Bougainville, 1943-1945: The Forgotten Campaign. Lexington, Kentucky, USA: University Press of Kentucky. ISBN 0-8131-9047-9.- neutral af denne bog her:[6]
- Hayashi, Saburo (1959). Kogun: The Japanese Army in the Pacific War. Marine Corps. Association. ASIN B000ID3YRK.

### Eksterne kilder
- Ammenthorp, Steen. "Imamura Hitoshi". The Generals of World War II.
- Budge, Kent. "Imamura Hitoshi (1886-1968)". Pacific War Online Encyclopedia.
- Chen, Peter. "Imamua Hitoshi". WW2 Database.

## Eksterne kilder
- Wikimedia Commons har flere filer relateret til Hitoshi Imamura
- Historisk optagelse af den japanske general Hitoshi Imamura i Indonesiens Gambir slot i 1944. Han bringer nyheden om Japans løfte om fremtidig indonesisk selvstændighed.